# 梅强中
梅强中（1935年4月4日—），江西南昌人，美国水动力学家，麻省理工学院土木与环境工程学系荣休教授。他是著名法学家梅汝璈的堂侄。

## 生平
梅强中于1955年毕业于国立台湾大学土木系，后赴美国留学。1958年获斯坦福大学硕士学位。1963年获加州理工学院博士学位，师从著名流体力学家吴耀祖。此后长期任教于麻省理工学院，主要研究方向包括水动力学与波动力学、流固耦合、多孔弹性、海床力学、地层下陷、土壤修复等。
梅强中是美国国家工程院院士（1986年）、中央研究院院士（1992年），曾获得过美国土木工程师学会Moffatt–Nichol奖（1992年）、国际海岸工程奖（1995年）、冯·卡门奖（2007年）等奖项。2009年，美国机械工程师学会海洋、离岸及极地工程分会授予其终身成就奖。